# Belantis
Belantis est un parc d'attractions situé en Saxe, à Zwenkau, au sud de Leipzig, en Allemagne. Il est divisé en huit zones thématiques 

## Histoire
Le parc a été ouvert le 5 avril 2003 après 19 mois de construction. L'investissement initial était d'environ 50 millions d'euros. Il a été construit sur le terrain d'une ancienne mine de lignite.
La première année, 500 000 visiteurs furent accueillis. Ce succès était prévisible car l'implantation du parc avait été étudiée dans un secteur en Allemagne où la concurrence est moins présente.
Les années suivantes, la fréquentation du parc a continué d'augmenter en même temps que le nombre d'attractions.
Le nom « Belantis » est un mot-valise créé de l'association des mots « Belle » et « Atlantis ».
Le 20 février 2018, le groupe Parques Reunidos achète le parc et en devient le nouveau gestionnaire. Erwin Linnenbach, alors directeur général et actionnaire, a quitté l'entreprise. Bazil El Atassi, devient le nouveau directeur général bien qu'il assurait déjà la gestion du parc depuis 2014.
Le 3 avril 2025, la Compagnie des Alpes rachète le parc pour environ 22 Millions d'euros.

## Attractions

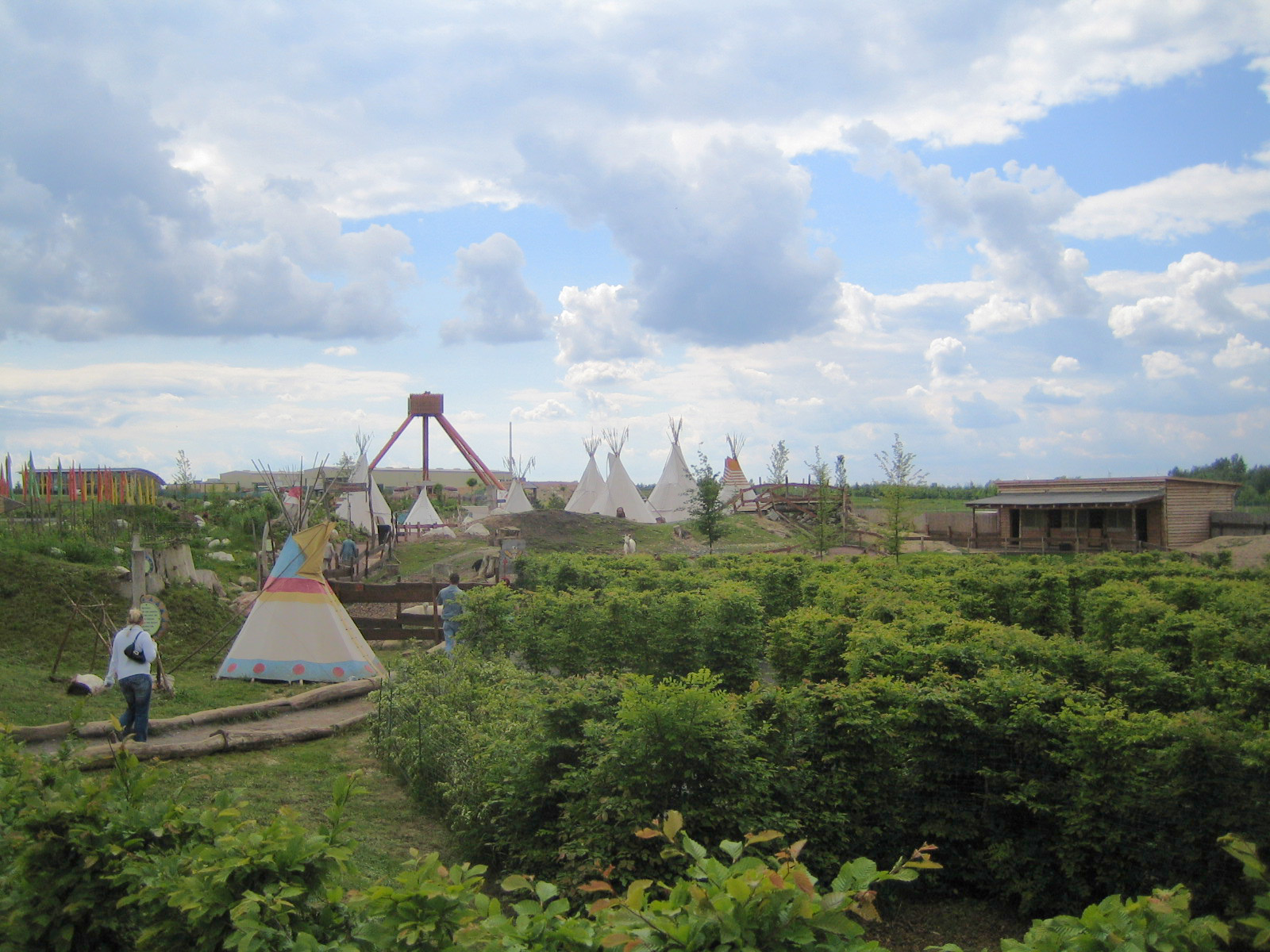
Vue du parc.

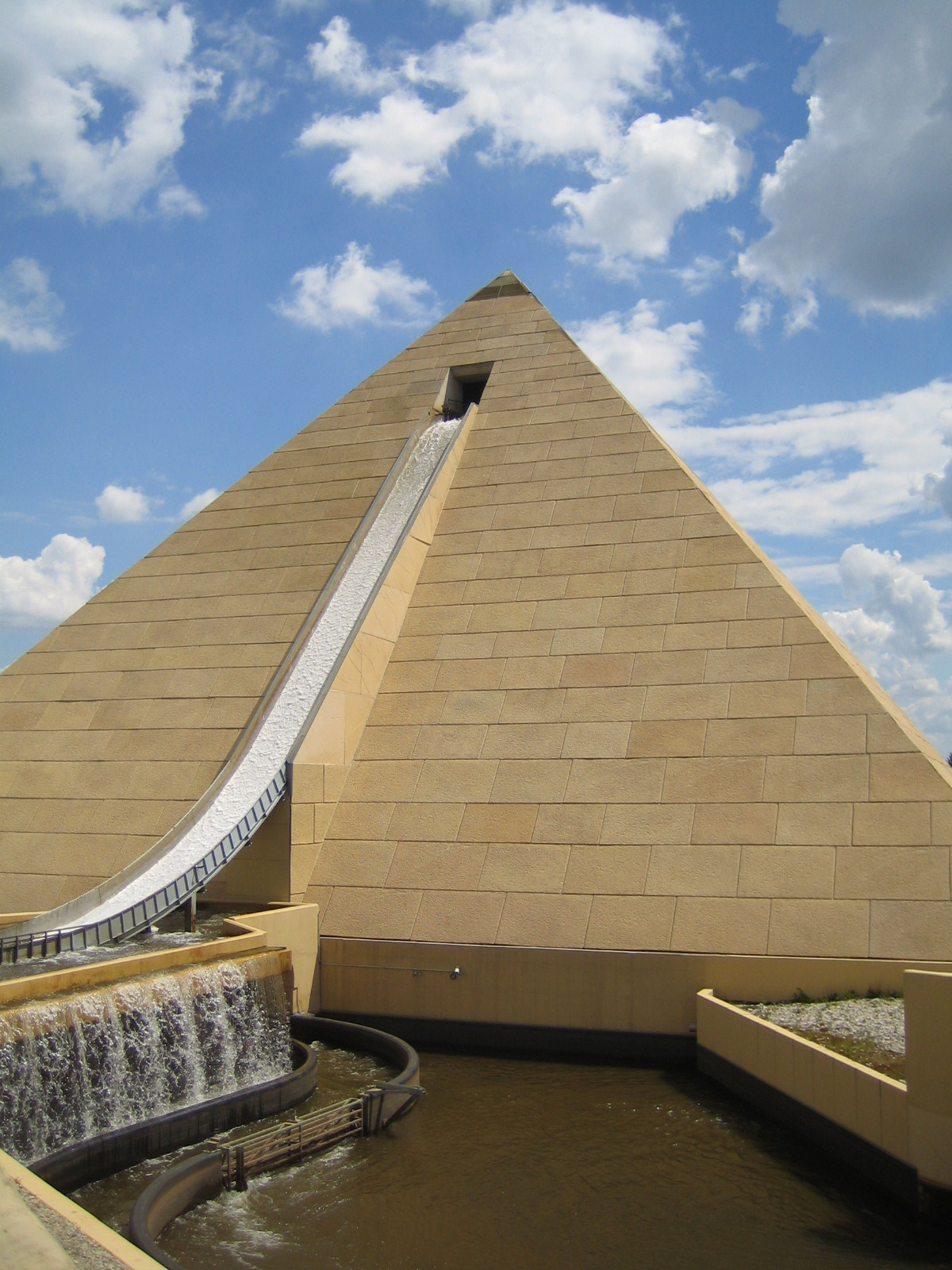
Fluch des Pharao.

### Montagnes russes
| Nom               | Type                      | Constructeur | Année d'ouverture |
| ----------------- | ------------------------- | ------------ | ----------------- |
| Cobra des Amun Ra | Montagnes russes en métal | Gerstlauer   | 2015              |
| Drachenritt       | Montagnes russes en métal | Gerstlauer   | 2003              |
| Huracan           | Euro-Fighter              | Gerstlauer   | 2010              |
| Huracanito        | Montagnes russes junior   | Gerstlauer   | 2014              |

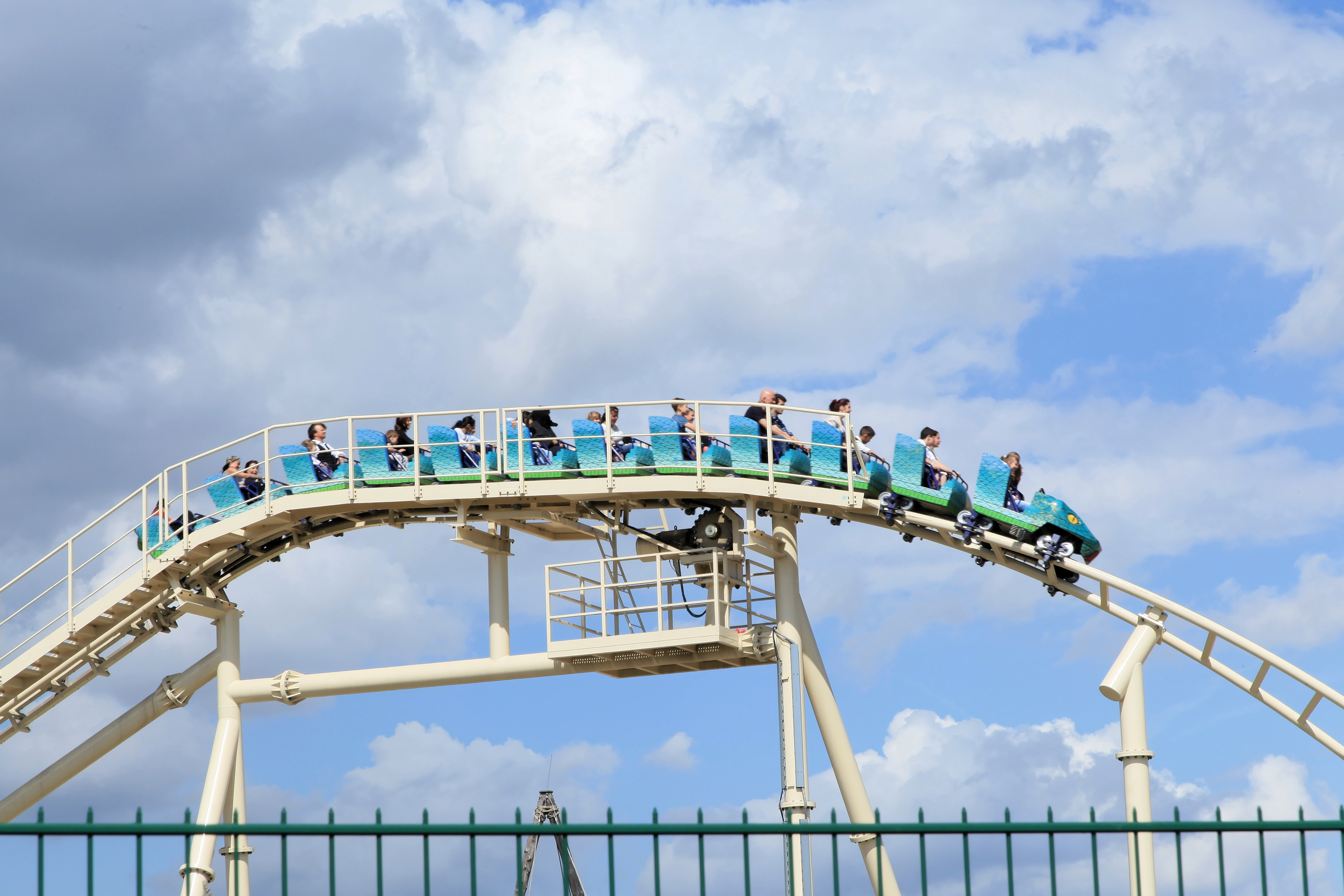
Cobra des Amun Ra.
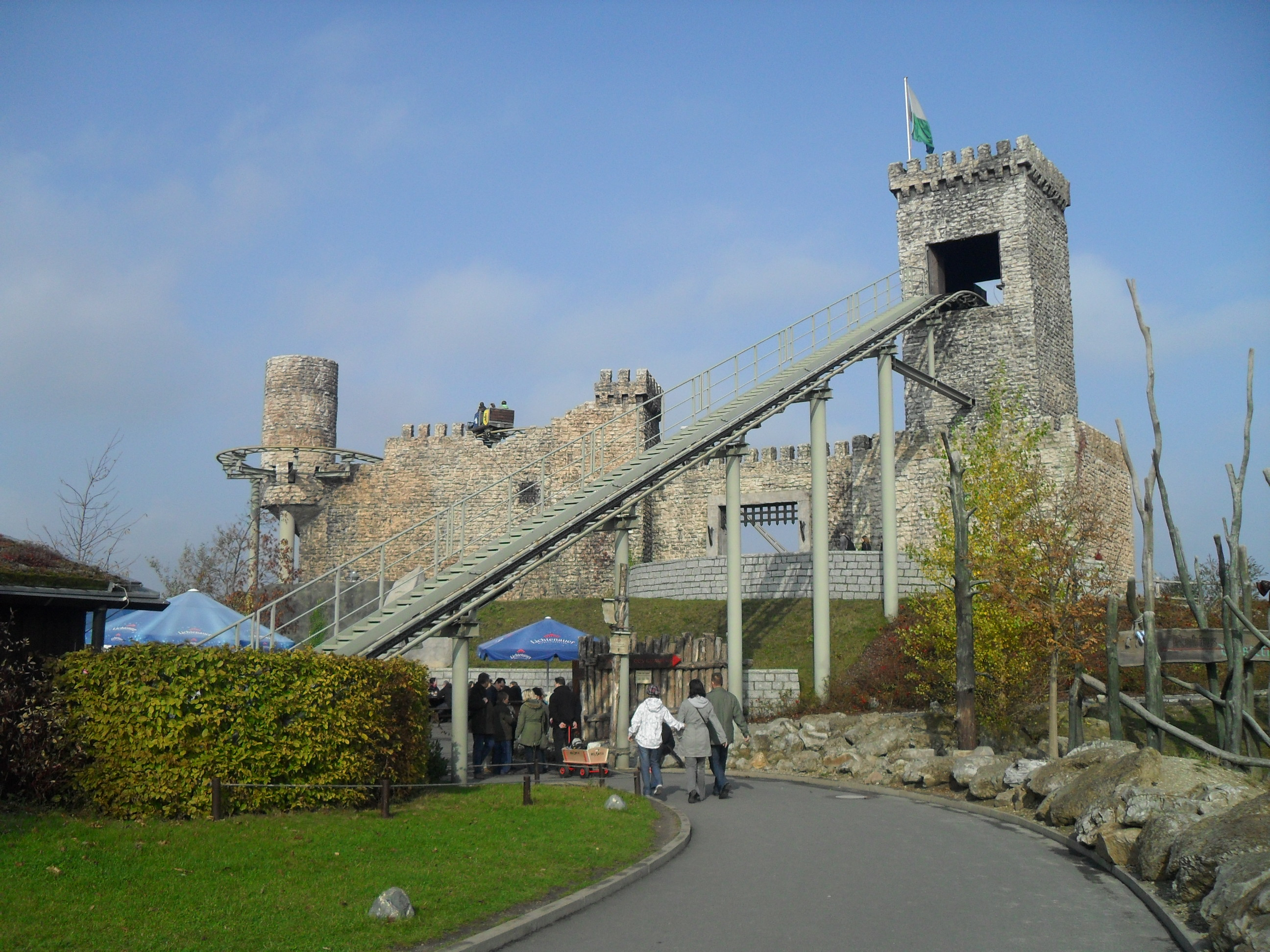
Drachenritt.
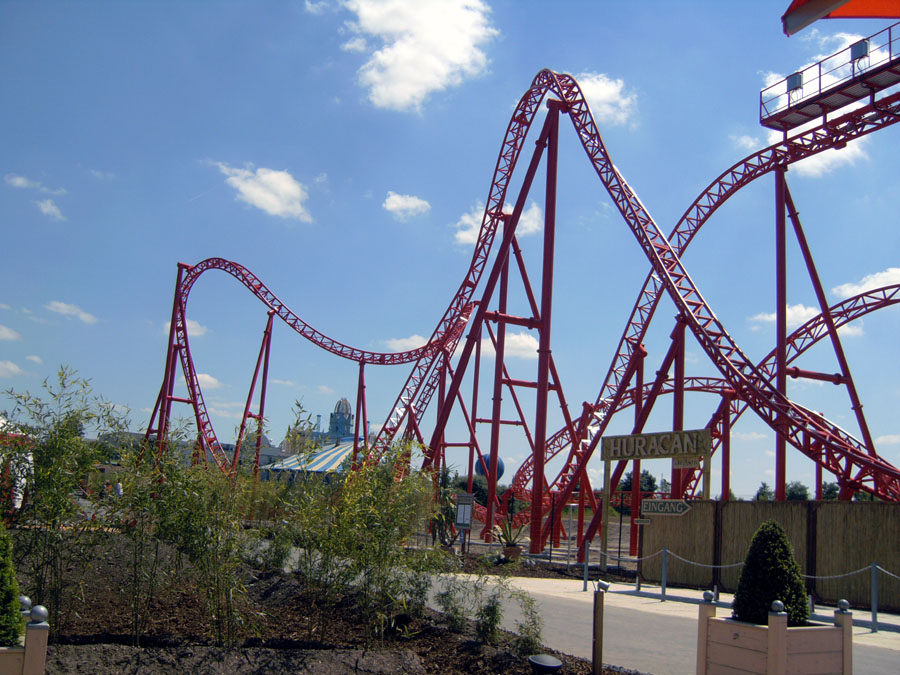
Huracan.

### Attractions aquatiques
- Fahrt des Odysseus - Balade en bateau / Tow boat ride (Bear Rides), 2003
- Fluch des Pharao - Shoot the Chute (Hafema), 2003
- Gletscher-Rutscher - Toboggan (Metallbau Emmeln), 2003
- Indianer Kanus - Canoës, 2006

### Autres
- Belanitus Rache - Frisbee (Huss Rides), 2005
- Buddel-Tanz - Pavillon Dansant (Gerstlauer), 2012 (ancien Tanzender Pavillon à Holiday Park)
- Capt'n Black Bird's Piratentaufe - Tour de chute (ABC Engineering), 2006
- Drachenflug - Condor (Huss Rides), 2004 (ancien Drachenflug de CentrO.Park)
- Poseidons Flotte - Manège de Jet Skis (Zierer), 2007
- Santa Maria - Bateau à bascule (Huss Rides), 2003
- Säule der Athene - Tour (Heege), 2003
- Verlies des Grauens - Mad House (Vekoma), 2003
- Wüstenritt - Courses de Quads, 2006